# Havøya
Havøya (Noord-Samisch: Ávvá) is een eiland in de provincie Finnmark in het noorden van Noorwegen. Het eiland is deel van de gemeente Måsøy. Havøya is door de Havøysundbrug verbonden met het vasteland.
Havøysund, de hoofdplaats van de gemeente, ligt op het eiland.